# Devetaki Peak
Der Devetaki Peak (englisch; bulgarisch връх Деветаки wrach Dewetaki) ist ein 1100 m hoher Berg an der Oskar-II.-Küste des Grahamlands auf der Antarktischen Halbinsel. Im Austa Ridge ragt er 7,42 km südwestlich des Humar Peak, 6,23 km westlich des Mount Birks und 14,57 km nordöstlich des Ishirkov Crag auf. Der Tschernootschene-Gletscher liegt nördlich und östlich, der Spillane-Fjord südlich von ihm.
Britische Wissenschaftler kartierten ihn 1976. Die bulgarische Kommission für Antarktische Geographische Namen benannte ihn 2012 nach der Ortschaft Dewetaki im Norden Bulgariens.